# Rowan Arumughan
Rowan Arumughan (7 september 1979) is een Indiaas voormalig voetbalscheidsrechter. Hij was in dienst van FIFA en AFC tussen 2009 en 2022. Ook leidde hij tot 2023 wedstrijden in de Indian Super League.
Zijn eerste interland floot Arumughan op 22 augustus 2009, toen Sri Lanka met 4–3 won van Libanon. Tijdens dit duel gaf de Indiase leidsman twee gele en twee rode kaarten.

## Interlands
| Datum            | Plaats                | Wedstrijd               | Uitslag | Competitie                  | Kreeg geel | Kreeg voor de tweede keer geel en dus rood | Weggestuurd |
| ---------------- | --------------------- | ----------------------- | ------- | --------------------------- | ---------- | ------------------------------------------ | ----------- |
| 22 augustus 2009 | New Delhi, India      | Sri Lanka – Libanon     | 4 – 3   | Vriendschappelijk           | 2          | 0                                          | 2           |
| 27 augustus 2009 | New Delhi, India      | Syrië – Libanon         | 1 – 0   | Vriendschappelijk           | 3          | 0                                          | 0           |
| 2 september 2011 | Calcutta, India       | Venezuela – Argentinië  | 0 – 1   | Vriendschappelijk           | 1          | 0                                          | 0           |
| 24 augustus 2012 | New Delhi, India      | Syrië – Kameroen        | 2 – 2   | Vriendschappelijk           | 4          | 0                                          | 0           |
| 26 augustus 2012 | New Delhi, India      | Nepal – Kameroen        | 0 – 5   | Vriendschappelijk           | 0          | 0                                          | 0           |
| 30 augustus 2012 | New Delhi, India      | Syrië – Nepal           | 2 – 0   | Vriendschappelijk           | 2          | 0                                          | 0           |
| 6 februari 2013  | Kochi, India          | India – Palestina       | 2 – 4   | Vriendschappelijk           | 0          | 0                                          | 0           |
| 12 oktober 2014  | Vientiane, Laos       | Oost-Timor – Brunei     | 4 – 2   | ASEAN Cup 2014 kwalificatie | 2          | 0                                          | 0           |
| 12 maart 2015    | Kaohsiung, Taiwan     | Chinees Taipei – Brunei | 0 – 1   | WK 2018 kwalificatie        | 3          | 0                                          | 0           |
| 16 juni 2015     | Thimphu, Bhutan       | Bhutan – China          | 0 – 6   | WK 2018 kwalificatie        | 1          | 0                                          | 0           |
| 1 september 2016 | Hongkong              | Hongkong – Cambodja     | 4 – 2   | Vriendschappelijk           | 2          | 0                                          | 0           |
| 22 november 2016 | Victoria, Filipijnen  | Thailand – Singapore    | 1 – 0   | Vriendschappelijk           | 3          | 0                                          | 0           |
| 5 september 2017 | Amman, Jordanië       | Jordanië – Afghanistan  | 4 – 1   | AK 2019 kwalificatie        | 3          | 0                                          | 0           |
| 10 oktober 2017  | Hebron, Palestina     | Palestina – Bhutan      | 10 – 0  | AK 2019 kwalificatie        | 0          | 0                                          | 0           |
| 6 september 2018 | Dhaka, Bangladesh     | Nepal – Bhutan          | 4 – 0   | Vriendschappelijk           | 1          | 1                                          | 0           |
| 5 september 2019 | Ulaanbaatar, Mongolië | Monaco – Myanmar        | 1 – 0   | WK 2022 kwalificatie        | 1          | 1                                          | 0           |
| 19 november 2019 | Dubai, VAE            | Syrië – Filipijnen      | 1 – 0   | WK 2022 kwalificatie        | 2          | 0                                          | 0           |
| 25 maart 2021    | Yokohama, Japan       | Japan – Zuid-Korea      | 3 – 0   | Vriendschappelijk           | 0          | 0                                          | 0           |
| 11 juni 2022     | Bisjkek, Kirgizië     | Myanmar – Kirgizië      | 0 – 2   | AK 2023 kwalificatie        | 1          | 0                                          | 0           |